# Nava Macmel-Atir

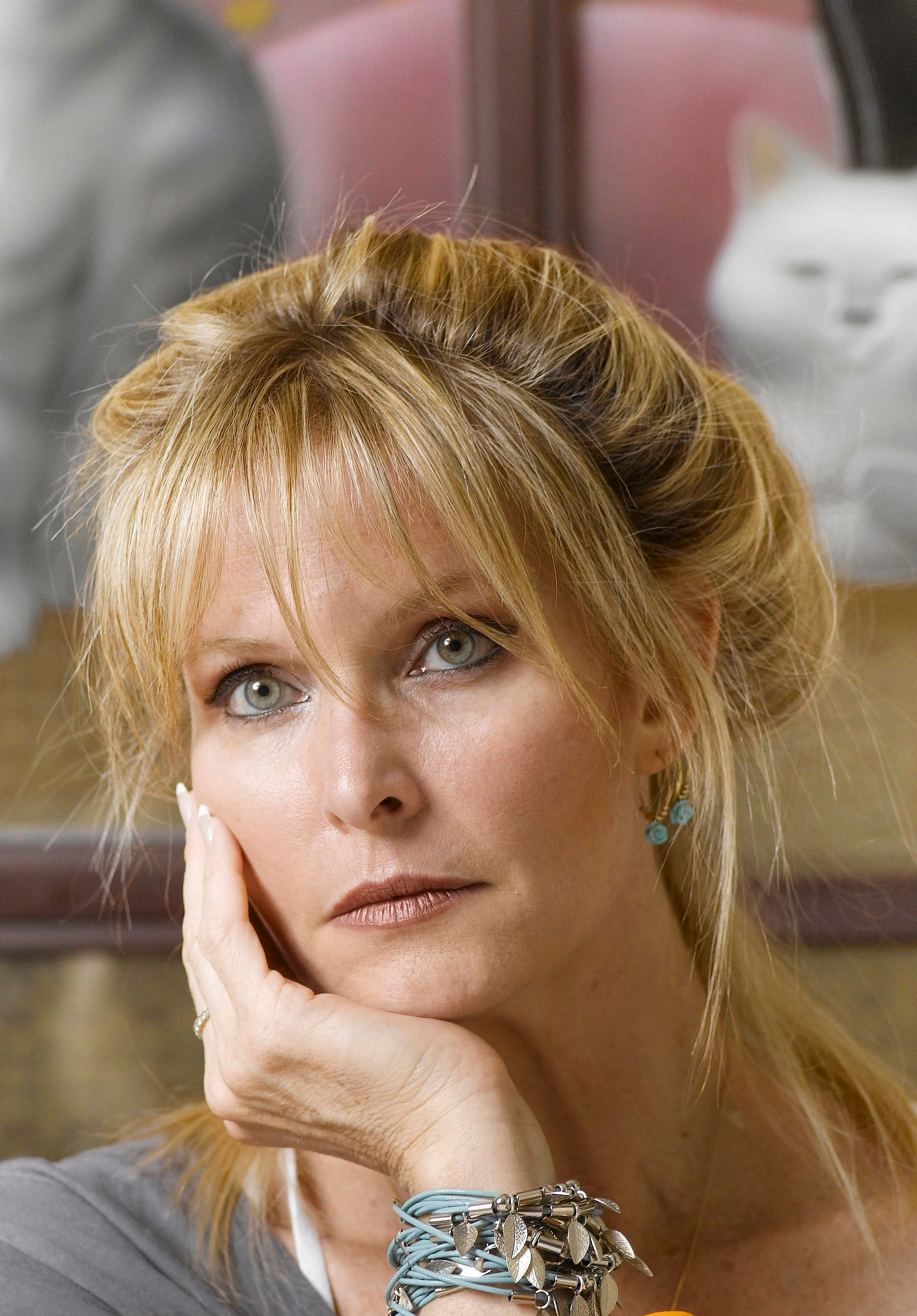
Nava Macmel-Atir (2010)

Nava Macmel-Atir (hebräisch נאוה מקמל-עתיר; geb. 27. August 1964, Ramat Gan) ist eine israelische Schriftstellerin, Dramatikerin und Dichterin. Sie hat die Bücher Adi’s Jewel (Hebrew: העדי של עדי) und Ot me-Avshalom (Hebrew: אות מאבשלום) veröffentlicht, die zu Bestsellern wurden, und hat in der Folge zahlreiche Ehrungen erhalten.

## Leben
Nava Macmel-Atir wurde 1964 in Ramat Gan, Israel, geboren. In ihren Zwanzigern arbeitete sie als Dichterin für eine Kindersparte in der Jedi’ot Acharonot, Israels meist verbreiteter Zeitung. 1990, nach der Veröffentlichung ihres Gedichts „Kehr zurück Micha!“ (hebr.: מיכה שוב - Return Micha! steh auf?) wurde sie interviewt von Yehuda Atlas aufgrund eines Theaterstückes, welches sie für die Zeitung „7 Tage“ (Hebrew: שבעה ימים - Schebah Jamim) zum Jom haSikaron (Den Gedenktag der Soldaten) veröffentlicht hatte. Sie schrieb das Gedicht „Kehr zurück Micha“ im Andenken von Micha Granit, der im Jom-Kippur-Krieg gefallen war.
2000 veröffentlichte Macmel-Atir ihr erstes Buch, Ayelet Diving (hebr.: איילת צוללת). Eines ihrer bekanntesten Werke war Adi’s Jewel (hebr.: העדי של עדי - Adis Juwel), welches auf der wahren Geschichte eines Holocaust-Überlebenden basiert. Das Buch wurde später von ihr als Drama bearbeitet. Es  erhielt eine special commendation bei den Ze’ev Prize-Verleihungen und gewann den dritten Platz auf der National Children’s Books Chart des Ministeriums für Bildung, sowie der Israeli Book Publishers Association.
Ihr Buch König des Berges (hebr.: מלך ההר), veröffentlicht 2004 im Andenken des 100-jährigen Todestages von Theodor Herzl, basiert ebenfalls auf einer wahren Geschichte von Macmel-Atirs ehemaligem Klassenkameraden, der in einem Helikopter-Unfall ums Leben kam. Das Buch diente ebenfalls als Grundlage für ein Drama.
2005 erhielt Macmel-Atir erneut den Ze’ev Prize für ihr Buch Aufnahmeprüfung (hebr.: מבחן קבלה - Right of Passage). Ihre Bücher Adi’s Juwel, The Final Delay (hebr.: האיחור האחרון), König des Berges und Right of Passage erzielten alle hohe Rankings auf der National Children’s Books Chart.
Bis 2005 lehrte Macmel-Atir ein Jahrzehnt lang Literatur an der Ramat Gan Blich High School. Gegenwärtig veranstaltet sie Schreib-Workshops an der Beit Ariela Library in Tel Aviv.
Ihr Buch Das Mädchen vom Balkon gegenüber (hebr.: הנערה במרפסת ממול - The Girl From the Opposite Balcony) wurde 2006 veröffentlicht und als Drama bearbeitet, wobei Macmel-Atir selbst eine Rolle übernahm.
Ihr zweiter Erwachsenenroman, Ot me-Avshalom (hebr.: אות מאבשלום) wurde 2009 veröffentlicht von Yediot Books und wurde ein Bestseller. Macmel-Atir erhielt den Golden Book Prize für 20.000 verkaufte Exemplare in nur drei Monaten nach Veröffentlichung. Ein halbes Jahr später gewann Ot me-Avshalom den Platinum Book Prize der Book Publishers Association of Israel für 40.000 verkaufte Exemplare. Nava Macmel-Atir wurde vom Magazin Lady Globes (גלובס) als eine der 50 Most Influential Women 2010 gewählt. Im Juni 2015 gewann Ot me-Avshalom den Diamond Book Prize für 100.000 verkaufte Exemplare.

## Werke

### Erwachsenenliteratur
- Ot me-Avshalom (hebr.: אות מאבשלום) – ISBN 978-965-482-889-5
- The Girl in the Opposite Balcony (hebr.: הנערה במרפסת ממול) – ISBN 978-965-482-356-2

### Kinderliteratur
- Surprises Knocking at the Door (hebr.: הפתעות דופקות בדלת) – OCLC|457112669
- Chocolate Cubes (hebr.: קוביות של שוקולד) – ISBN 978-965-545-628-8
- Transparent (hebr.: שקופה) – ISBN 978-965-545-358-4
- Adi’s Jewel (hebr.: העדי של עדי) – ISBN 978-965-448-750-4
- King of the Mountain (hebr.: מלך ההר) – ISBN 978-965-511-680-9
- The Final Delay (hebr.: האיחור האחרון) – ISBN 978-965-511-169-9
- Caesar of the Neighbourhood (hebr.: קיסר השכונה) – ISBN 978-965-545-785-8
- A Point for Thought (hebr.: נקודה למחשבה) – ISBN 978-965-482-951-9
- Thousand Thousand Reader’s Series (hebr.: סדרת קוראים אלף אלף)
- The Life of a Pea (hebr.: גילגולו של אפון) – OCLC 754763638
- Ayelet Diving (hebr.: איילת צוללת) – OCLC 745221006
- The Friends from the Left Drawer (hebr.: החברים מהמגרה השמאלית) – OCLC 233196101
- It All Started With a Button (hebr.: הכל התחיל מכפתור) – ISBN 978-965-448-675-0
- The House on the Edge of Town (hebr.: הבית שקצה העיר) – OCLC 152688801
- Creature in the Middle of the Night (hebr.: יצור באמצע הלילה) – OCLC 745324144
- No Princes During the Feast (hebr.: אין נסיכים בשעת הסעודה) – OCLC 61660678
- Brothers Not Allowed (hebr.: אסור להביא אחים) – OCLC 233360672
- The Boy Who Stood at the Window (hebr.: הילד שעמד בחלון) – OCLC 39680329
- Right of Passage (hebr.: מבחן קבלה) – ISBN 978-965-511-684-7